# سیارک ۱۴۹۷۷
سیارک ۱۴۹۷۷ (به انگلیسی: 14977 Bressler، نامگذاری:1997SE4) چهارده هزار و نهصد و هفتاد و هفتمین سیارک کشف شده‌است که در ۲۶ سپتامبر ۱۹۹۷ کشف شد.
قدر مطلق سیارک برابر ۱۳٫۹۰ است.